# Lineáris egyenletrendszer

Egy lineáris egyenletrendszer, ahol a három egyenlet három síkot határoz meg. A metszéspont a megoldás.

A lineáris egyenletrendszer olyan többismeretlenes egyenletrendszer, ahol minden ismeretlen elsőfokon (azaz első hatványon) szerepel.

## Példa
- Egy m egyenletből álló és n ismeretlent tartalmazó lineáris egyenletrendszer általános felírása:

{\displaystyle a_{11}x_{1}+a_{12}x_{2}+\dots +a_{1n}x_{n}=b_{1}}

{\displaystyle a_{21}x_{1}+a_{22}x_{2}+\dots +a_{2n}x_{n}=b_{2}}

{\displaystyle \vdots }

{\displaystyle a_{m1}x_{1}+a_{m2}x_{2}+\dots +a_{mn}x_{n}=b_{m}}
Itt az x-ek az ismeretlenek, az a-k az ismeretlenek együtthatói, és a b-k az egyenletek konstansai.
- Egy három egyenletből álló háromismeretlenes lineáris egyenletrendszer konkrét számokkal:

{\displaystyle {\begin{alignedat}{7}3x&&\;+\;&&2y&&\;-\;&&z&&\;=\;&&1&\\2x&&\;-\;&&2y&&\;+\;&&4z&&\;=\;&&-2&\\-x&&\;+\;&&{\tfrac {1}{2}}y&&\;-\;&&z&&\;=\;&&0&\end{alignedat}}}
A keresett megoldások x, y és z ismeretlenek azon összetartozó értékei, amelyek együttesen egyszerre igazzá teszik mindhárom fenti egyenlőséget.

## Vektoriális alak
Az m darab egyenletet összevonhatjuk egy egyenletté, ha az együtthatók oszlopaiból m dimenziós vektorokat képzünk:
{\displaystyle x_{1}{\begin{pmatrix}a_{11}\\a_{21}\\\vdots \\a_{m1}\end{pmatrix}}+x_{2}{\begin{pmatrix}a_{12}\\a_{22}\\\vdots \\a_{m2}\end{pmatrix}}+\cdots +x_{n}{\begin{pmatrix}a_{1n}\\a_{2n}\\\vdots \\a_{mn}\end{pmatrix}}={\begin{pmatrix}b_{1}\\b_{2}\\\vdots \\b_{m}\end{pmatrix}}}
A feladat tehát úgy is értelmezhető, hogy a lineáris egyenletrendszer együtthatóiból álló oszlopvektorok olyan lineáris kombinációját keressük, amely a
{\displaystyle {\begin{pmatrix}b_{1}\\b_{2}\\\vdots \\b_{m}\\\end{pmatrix}}} vektorral megegyezik.

## Mátrixos alak
A lineáris egyenletrendszer mátrixa egy olyan m×n-es mátrix, amely a lineáris egyenletrendszer együtthatóit tartalmazza.
Az előbbi egyenletrendszer mátrixa:
{\displaystyle A={\begin{bmatrix}a_{11}&a_{12}&\dots &a_{1n}\\a_{21}&a_{22}&\dots &a_{2n}\\\vdots &\vdots &\ddots &\vdots \\a_{m1}&a_{m2}&\dots &a_{mn}\end{bmatrix}}}
Ha bevezetjük a {\displaystyle {\vec {b}}={\begin{pmatrix}b_{1}\\b_{2}\\\vdots \\b_{m}\\\end{pmatrix}}} és az {\displaystyle {\vec {x}}={\begin{pmatrix}x_{1}\\x_{2}\\\vdots \\x_{n}\\\end{pmatrix}}} jelöléseket, akkor a lineáris egyenletrendszer a következő rövid alakban írható fel:
{\displaystyle A{\vec {x}}={\vec {b}}.}
Az A mátrix és az {\displaystyle {\vec {x}}} vektor szorzata formálisan éppen a kívánt egyenleteket adja.

## A lineáris egyenletrendszer kibővített mátrixa
A lineáris egyenletrendszer kibővített mátrixa olyan m×(n+1)-es mátrix, amely a lineáris egyenletrendszer együtthatói mellett n+1-edik oszlopként az egyenletek konstansait is tartalmazza.
Például az előző egyenletrendszer kibővített mátrixa:
{\displaystyle K={\begin{bmatrix}a_{11}&a_{12}&\dots &a_{1n}&b_{1}\\a_{21}&a_{22}&\dots &a_{2n}&b_{2}\\\vdots &\vdots &\ddots &\vdots &\vdots \\a_{m1}&a_{m2}&\dots &a_{mn}&b_{m}\end{bmatrix}}}
A kibővített mátrixot a lineáris egyenletrendszerek megoldhatóságát vizsgáló Kronecker–Capelli-tétel alkalmazása során használjuk.

## Megoldása
A lineáris egyenletrendszerek megoldása a Gauss-eliminációval történik. Az
{\displaystyle A{\vec {x}}={\vec {b}}}
felírásból következik, hogy ha az A mátrix invertálható, akkor az egyenletrendszer megoldása
{\displaystyle {\vec {x}}=A^{-1}{\vec {b}}.}

### 2×2-es esetben
Speciálisan az
{\displaystyle a_{11}x_{1}+a_{12}x_{2}=b_{1}}
{\displaystyle a_{21}x_{1}+a_{22}x_{2}=b_{2}}
lineáris egyenletrendszer megoldása a következő:
{\displaystyle x_{1}={\frac {\begin{vmatrix}b_{1}&a_{12}\\b_{2}&a_{22}\\\end{vmatrix}}{\begin{vmatrix}a_{11}&a_{12}\\a_{21}&a_{22}\\\end{vmatrix}}}={\frac {b_{1}a_{22}-b_{2}a_{12}}{a_{11}a_{22}-a_{21}a_{12}}}}
és
{\displaystyle x_{2}={\frac {\begin{vmatrix}a_{11}&b_{1}\\a_{21}&b_{2}\\\end{vmatrix}}{\begin{vmatrix}a_{11}&a_{12}\\a_{21}&a_{22}\\\end{vmatrix}}}={\frac {a_{11}b_{2}-a_{21}b_{1}}{a_{11}a_{22}-a_{21}a_{12}}},}
ahol a | | a determinánsképzés jele.

## Határozatlan lineáris egyenletrendszerek
Vannak esetek, amikor az adott egyenletrendszer a fent említett Cramer-szabály alkalmazásával sem megoldható, de más ügyeskedések is elégtelen próbálkozások lennének, mint például a Gauss-elimináció vagy akár a Sarrus-szabály. Ilyen egyenletrendszerek azok, melyekben az ismeretlenek száma meghaladja az egyenletek számát, de az ismeretlenek száma csak annyival több, hogy egyik ismeretlen a másik (többi) segítségével meghatározható legyen. Ezeket parciálisan határozatlan egyenletrendszereknek nevezzük. Ebben az esetben alkalmazzuk az elemi bázistranszformációs módszert.